# 川庄美雪
川庄 美雪（かわしょう みゆき、1月30日 - ）は、日本の女性声優。茨城県出身。青二プロダクション所属。

## 人物
東映アニメーション研究所声優タレント科卒業。
主に海外ドラマや洋画の吹き替えを中心に活動しているが、テレビアニメやナレーションでも活動。
趣味は映画鑑賞、ドラム演奏。猫を飼っている。

## 出演
太字はメインキャラクター。

### テレビアニメ
2005年
- CLUSTER EDGE（メイド）
- D.C.S.S. 〜ダ・カーポ セカンドシーズン〜（男の子）
- 冒険王ビィト（男の子）
- ONE PIECE（2005年 - 2014年、ピーマン、人魚、女性、子供、妻 他）

2006年
- 金色のコルダ〜primo passo〜（オーケストラ部員、生徒）
- 結界師（墨村利守）
- 出ましたっ!パワパフガールズZ（コンピューター）
- ラブゲッCHU 〜ミラクル声優白書〜（看護師）

2007年
- かみちゃまかりん（ミッチリアン2、6歳のみちる）
- 恋する天使アンジェリーク〜かがやきの明日〜（子供）
- 古代王者 恐竜キング Dキッズ・アドベンチャー（美咲スミレ）
- ゲゲゲの鬼太郎（第5作）（カップルの女）
- しゅごキャラ!（2007年 - 2008年、山吹沙綾）- 2シリーズ
- レ・ミゼラブル 少女コゼット（ミレーヌ、村の女B）

2008年
- 機動戦士ガンダム00 セカンドシーズン（ヒリング・ケア）
- CLANNAD 〜AFTER STORY〜（サキ）
- 二十面相の娘（小百合、ケンの母）
- ファイアボール（2008年 - 2017年、ドロッセル）- 3シリーズ
- ポルフィの長い旅（クリスティーヌ、ナタリー）

2009年
- 黒神 The Animation（生徒）
- ポケットモンスター ダイヤモンド&パール（ルチル）

2010年
- ひめチェン!おとぎちっくアイドル リルぷりっ（ヘンゼル）

2011年
- 魔乳秘剣帖（胸杜露葉）

2012年
- ガッ活!（高千穂ちほ）
- ギルティクラウン（倉知）
- ちびまる子ちゃん（司書）

2014年
- ディスク・ウォーズ:アベンジャーズ（ブリジット・チャン教授）

2015年
- 影鰐-KAGEWANI-（2015年 - 2016年、番場宗介〈少年〉、客室乗務員、由美香）- 2シリーズ

2017年
- ONE PIECE エピソードオブ東の海 〜ルフィと4人の仲間の大冒険!!〜（ピーマン）

2018年
- ゲゲゲの鬼太郎（第6作）（ファン代表）

2020年
- 映像研には手を出すな!（道頓堀透）
- アサティール 未来の昔ばなし（2020年 - 2025年、サードの息子、マッスードの母、村長の妻） - 2シリーズ

2021年
- D_CIDE TRAUMEREI THE ANIMATION（母）

2022年
- 終末のハーレム（桐原理子）
- デジモンゴーストゲーム（千夏）

2025年
- 逃走中 グレートミッション（涙目地蔵）

### 劇場アニメ
- 永遠の法（2006年）
- ONE PIECE FILM RED（2022年）

### OVA
- パパとKISS IN THE DARK（2005年、ファン）
- サクラ大戦 ニューヨーク・紐育（2007年、紐育の人々）

### Webアニメ
- 悪魔くん（2023年、イチカの母）

### ゲーム
2005年
- 卒業 〜Next Graduation〜（生徒D）
- 冒険王ビィト ダークネスセンチュリー

2006年
- CLANNAD -クラナド-（サキ）
- スパルタン 〜古代ギリシャ英雄伝〜
- テイルズ オブ ザ ワールド レディアント マイソロジー（主人公〈女〉）
- ペルソナ3
- Riviera 〜約束の地リヴィエラ〜（ミレーネ）
- レッスルエンジェルス サバイバー（マユリ・シアター）

2007年
- 真・三國無双Online
- ペルソナ3 フェス

2008年
- 三國志Online
- 戦場のヴァルキュリア（リィン）
- 龍が如く 見参!（浮世）
- レッスルエンジェルス サバイバー2（ジャニス・クレア、ジョーカー・レディ）

2009年
- しゅごキャラ! ノリノリ!キャラなりズム♪（山吹沙綾）

2010年
- 戦場のヴァルキュリア2 ガリア王立士官学校（リィン）

2011年
- SDガンダム GGENERATION（2011年 - 2019年、ヒリング・ケア） - 4作品
- ガンダムメモリーズ 〜戦いの記憶〜（ヒリング・ケア）
- 戦場のヴァルキュリア3 -Unrecorded Chronicles-（リィン）
- 龍が如く OF THE END

2012年
- 新・剣と魔法と学園モノ。刻の学園
- 第2次スーパーロボット大戦Z 再世篇（ヒリング・ケア）
- ワンピース ROMANCE DAWN 冒険の夜明け（にんじん）

2013年
- ゴッドイーター2（プレイヤーボイス）
- STORM LOVER 2nd

2014年
- スーパーヒーロージェネレーション（ガデッサ / ガラッゾ）

2015年
- 第3次スーパーロボット大戦Z 連獄篇（クラヴィア・アーゴ）

2016年
- テイルズ オブ ベルセリア

2018年
- 北斗が如く（マミヤ）

2020年
- VALIANT TACTICS（ブリュンヒルト）

2021年
- 機動戦士ガンダム エクストリームバーサス2（2021年 - 2025年、ヒリング・ケア） - 3作品

2022年
- ゼノブレイド3
- SDガンダム バトルアライアンス（ヒリング・ケア）

2024年
- スーパーロボット大戦DD（ヒリング・ケア）

時期未定
- オランピアソワレ Catharsis（灯杜）

### ドラマCD
- 金色のコルダ（女生徒）
- 緋色の欠片 弐（幼少時の拓磨）
- 百鬼夜行抄（洋子）
- 貧乏姉妹物語（看護士）

### 吹き替え

#### 映画
- アンボーン（ケイシー・ベルドン〈オデット・ユーストマン〉）
- インディ・ジョーンズ/クリスタル・スカルの王国
- ウォンタクの天使（チョン・アギョン）
- FCヴィーナス（ヨンナ）
- 大いなる陰謀
- ゲット・リッチ・オア・ダイ・トライン（子供時代のシャーリーン）
- 恋する履歴書（ライデン〈アレクシス・ブレデル〉）
- 軍鶏-Shamo-（船戸萌美〈テリー・クァン〉）
- ジュラシック・ワールド（ザラ・ヤング〈ケイティ・マクグラス〉）
- ジュラシック・ワールド/新たなる支配者（シーラ[15]）
- 死霊館（アンドレア・ペロン〈シャンリー・カズウェル〉[16]）
- 人肉燈籠（ヨン〈チンミー・ヤウ〉）
- スター・ウォーズシリーズ（レイア・オーガナ）
  - スター・ウォーズ/最後のジェダイ
  - ローグ・ワン/スター・ウォーズ・ストーリー
- スター・トレック BEYOND（ジェイラー〈ソフィア・ブテラ〉）
- セブンス・サン 魔使いの弟子（アリス〈アリシア・ヴィキャンデル〉）
- ダウン・イン・ザ・バレー（エイプリル）
- 007 カジノ・ロワイヤル ※ソフト版
- DCエクステンデッド・ユニバース（ファリス大尉）
  - マン・オブ・スティール
  - バットマン vs スーパーマン ジャスティスの誕生
- ドクター・ドリトル ザ・ファイナル（ティファニー〈テガン・モス〉）
- ドッグ・バイト・ドッグ（ユウ〈ペイ・ペイ〉）
- トランスフォーマー
- NINE（ルイザ〈マリオン・コティヤール〉）
- 罰ゲーム（アシュリー〈ケリー・ヴィッツ〉）
- バッドボーイズ2バッド（メーガン）※テレビ朝日版
- ハリー・ポッターシリーズ（チョウ・チャン〈ケイティ・リューング〉）
  - ハリー・ポッターと炎のゴブレット[17]
  - ハリー・ポッターと不死鳥の騎士団
  - ハリー・ポッターと死の秘宝 PART2
- プリンセス・プロテクション・プログラム（チェルシー〈ジェイミー・チャン〉）
- ベッドタイム・ストーリー
- ボヘミアン・ラプソディ（メアリー・オースティン〈ルーシー・ボイントン〉）
- マリグナント 狂暴な悪夢（シドニー〈マディー・ハッソン〉[18]）
- Mr.ブルックス 完璧なる殺人鬼（ジェーン・ブルックス〈ダニエル・パナベイカー〉）
- ルルの冒険 黄金の魂（ルル〈サラ・レンジベック・ガーマン〉）
- レイヤー・ケーキ（タミー〈シエナ・ミラー〉）
- レッド・ドラゴン（ジョシュ・グレアム〈タイラー・パトリック・ジョーンズ〉）※テレビ東京版
- わんワンロード 全米横断5500キロの旅（ダニー、若い女）

#### ドラマ
- アマンダ・ショー（デビー、ブリー）
- ER XIII 緊急救命室 #275（ポーリー〈ジャック・ウェバー〉）
- WITHOUT A TRACE/FBI 失踪者を追え!
  - シーズン3 #11（ネル〈ブルック・ネヴィン〉）
  - シーズン5 #23（エラ・ニース〈ジェシー・シュラム〉）
- ウェアハウス13 〜秘密の倉庫 事件ファイル〜（クローディア・ドノヴァン〈アリソン・スカグリオッティ〉）
- キッドナップ（オーブリー〈オリヴィア・サールビー〉）
- 気分はぐるぐる（ライラ・フライ〈デジェイナ・ケイヒル〉）
- ギルモア・ガールズ（ローリー・ギルモア〈アレクシス・ブレデル〉）
- 恋するメゾン。〜Rainbow Rose〜（ハン・ユリ〈ジヨン〉）
- CSI:ニューヨーク8
- CSI:マイアミ4（サマンサ・オーウェンズ〈テイラー・コール〉）
- スイート・ライフ（ジョリー）
- その冬、風が吹く（ムン・ヒソン〈チョン・ウンジ〉）
- ドールハウス Dollhouse
- ナース・ジャッキー4
- 火の女神ジョンイ（ユ・ジョン〈ムン・グニョン〉[19]）
- FRINGE/フリンジ（エラ・ダナム）
- メリは外泊中（ウィ・メリ〈ムン・グニョン〉）
- ユーリカ シーズン4（クローディア・ドノバン）
- LAW&ORDER:クリミナル・インテント #23（リリー・カーライル）
- 理想のふたり（メリット・モナコ〈メーガン・ファヒー〉）
- One Tree Hill（ヘイリー・ジェームズ〈ベサニー・ジョイ・レンツ〉）
- Crazy Ex Girlfriend（レベッカ・バンチ〈レイチェル・ブルーム〉[20]）

#### アニメ
- サーフズ・アップ
- ジェニーはティーン☆ロボット（ステファニー）
- スター・ウォーズシリーズ（レイア・オーガナ）
  - スター・ウォーズ 反乱者たち
  - LEGO スター・ウォーズ/フリーメーカーの冒険
  - スター・ウォーズ/フォース・オブ・デスティニー
  - LEGO スター・ウォーズ/恐怖のハロウィーン
- チキン・リトル（プードル少女）
- マウス・タウン ロディとリタの大冒険
- リトル・ビル（マルキン、ショーン、ニーシャの母）

### テレビ番組
- 女かけこみ寺 刑事・大石水穂（ナレーション）
- 青春リアル（ナレーション）
- ニッポンアニメ100（ナレーション）

### その他コンテンツ
- アニメでわかるパーキンソン病（上田早苗、坂井りえ）
- CRミニスカポリス2（あおい）
- スター・ツアーズ:ザ・アドベンチャーズ・コンティニュー（レイア・オーガナ）
- 声優チャット
- タワー・オブ・テラー（アナウンス）
- T.M.Revolution LIVE REVOLUTION '06 -UNDER:COVER-（ナレーション）
- 保育のひろば（雑誌）

## ディスコグラフィ

### キャラクターソング
| 発売日        | 商品名                                    | 歌                                                                   | 楽曲                                                                    | 備考                                 |
| ------------- | ----------------------------------------- | -------------------------------------------------------------------- | ----------------------------------------------------------------------- | ------------------------------------ |
| 2019年1月23日 | ファイアボール オーディオ・オモシロニクス | ドロッセル・フォン・フリューゲル（川庄美雪）、ゲデヒトニス（大川透） | 「エチュード『うつろな未来』」 「キャスタリア譚詩曲「花と木と惑星と」」 | テレビアニメ『ファイアボール』関連曲 |

### シリーズ一覧
1. ↑  第1作（2020年）、第2作『アサティール2 未来の昔ばなし』（2024年）
2. ↑  『WORLD』『3D』（2011年）、『OVER WORLD』（2012年）、『CROSSRAYS』（2019年）
3. ↑  『クロスブースト』（2021年）、『オーバーブースト』（2023年）、『インフィニットブースト』（2025年）